# Mankato (Minnesota)
Mankato (/ mænˈkeɪtoʊ / man-KAY-toh) è un comune degli Stati Uniti d'America, situato in Minnesota, nelle contee di Blue Earth, Nicollet e Le Sueur. Secondo il censimento del 2010 la popolazione era di 39 309 abitanti, il che la rende la quinta città più grande del Minnesota al di fuori dell'area metropolitana di Minneapolis-Saint Paul. La maggior parte della città si trova nella contea di Blue Earth, tuttavia una piccola parte della città, a nord dell'aeroporto regionale, si trova all'interno della contea di Le Sueur.
Si trova lungo una grande ansa del fiume Minnesota, alla sua confluenza con il fiume Blue Earth, e dall'altra parte del fiume rispetto a North Mankato. Il territorio del comune di Mankato comprende completamente anche quello di Skyline e, secondo le stime del censimento del 2018, la sua popolazione sommata a quella di North Mankato arriva a un totale di oltre 56 500 persone.
L'area metropolitana Mankato-North Mankato, designata area statistica metropolitana nel novembre 2008 e di cui Mankato è la città più grande, fa parte del territorio delle contee di Blue Earth e Nicollet e aveva una popolazione complessiva di 94 149 al censimento del 2010, salita a 101 647 secondo la stima del censimento del 2018.

## Storia

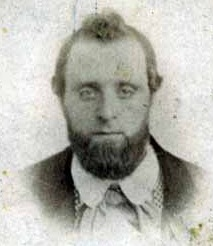
Henry Jackson (1811-1857), uno dei pionieri di Mankato.

L'area è stata a lungo occupata da popolazioni indigene di diversa cultura. Dopo l'inizio della colonizzazione europea sulla costa orientale, la pressione degli insediamenti e di altre tribù di nativi americani fece sì che vari popoli migrassero nell'area. Entro la metà del XIX secolo, il principale gruppo indigeno era costituito da quattro divisioni di lingua dakota dei Dakota Sioux.
Mankato non fu abitata da europei americani fino all'arrivo del pioniere Parsons King Johnson nel febbraio 1852, in seguito alla migrazione di persone dall'est attraverso il Midwest che ebbe luogo nel XIX secolo. I nuovi residenti fondarono ufficialmente la città di Mankato l'11 maggio 1858, e tra questi vi furono Henry Jackson, Parsons King Johnson, Col. D.A. Robertson, Justus C. Ramsey e altri. Una storia popolare racconta che la città avrebbe dovuto essere chiamata Mahkato, ma un errore tipografico di un impiegato stabilì il nome come Mankato. Secondo Warren Upham, citando lo storico Thomas Hughes di Mankato, "L'onore di battezzare la nuova città è stato accordato al Col. Robertson. Egli Aveva preso il nome dal libro di Nicollet, in cui l'esploratore francese paragonava il fiume "Mahkato" o Blue Earth, con tutti i suoi affluenti, alle ninfe d'acqua e al loro zio nella leggenda tedesca di Undine. "... Non si poteva dare alla nuova città un nome più appropriato di quello del nobile fiume alla cui foce essa si trova." Sebbene sia incerto che la città fosse destinata a chiamarsi Mahkato, è noto che i Dakota chiamavano il fiume "Makato Osa Watapa" (che significa "il fiume dove si raccoglie la terra blu"), nome che i coloni inglesi adattarono poi in "Blue Earth River". Secondo quanto affermato da Frederick Webb Hodge nel suo Handbook of American Indians North of Mexico, la città prese il nome dal più vecchio dei due capi con lo stesso nome della divisione Mdewakanton dei Santee Dakota, il cui villaggio sorgeva sul sito della città attuale o comunque nei suoi pressi.
Si dice che Ishtakhaba, noto anche come Occhi Assonnati, della tribù Sisseton dei Dakota, avesse diretto i coloni in questo luogo, individuando il sito alla confluenza dei fiumi Minnesota e Blue Earth come adatto al traffico edilizio e fluviale, e tuttavia al sicuro dalle inondazioni.
Il 26 dicembre 1862, l'esercito degli Stati Uniti d'America eseguì la più grande esecuzione di massa nella storia degli Stati Uniti a Mankato dopo la cosiddetta guerra di Piccolo Corvo del 1862, in cui trentotto nativi americani Dakota furono impiccati per la parte avuto durante la rivolta. Un tribunale militare aveva condannato a morte 303 nativi, ma il presidente Lincoln riesaminò gli atti graziandone 265, ritenendo che essi avessero agito per legittima difesa contro le forze statunitensi. Anche il vescovo episcopale Henry Benjamin Whipple aveva sollecitato la clemenza nel caso, ma la sua posizione non era politicamente popolare in Minnesota, così come non lo era l'intervento di Lincoln. Oggi sul sito delle impiccagioni, ora sede della Biblioteca della contea di Blue Earth e del Parco della riconciliazione, si trovano due statue commemorative dell'evento.
Negli anni, la popolazione continuò a crescere, tanto che, nel 1880 il numero degli abitanti di mancato era salito a 5 500, facendola diventare la quarta città più popolosa dello Stato.

## Nella cultura popolare
Mankato è stata l'ispirazione per la cittadina fittizia di Deep Valley, dove sono ambientati otto libri della serie di romanzi autobiografici per bambini Betsy-Tacy, scritta da Maud Hart Lovelace, autrice a cui è stata poi intitolata l'ala per bambini e giovani adulti della biblioteca della contea di Blue Earth.
Nel romanzo di Sinclair Lewis del 1920 Main Street, l'eroina Carol Milford è un'ex residente di Mankato. Lewis descrive Mankato come segue: "Nelle sue strade circondate da giardini e nei corridoi di olmi rinasce il bianco e verde New England", alludendo ai suoi numerosi migranti del New England che portarono con sé la loro cultura. Lewis ha scritto una parte sostanziale del romanzo mentre soggiornava alla J.W. Schmidt House, al 315 di South Broad Street, come oggi ricordato da una piccola targa posta davanti all'edificio.
Nella serie televisiva La casa nella prateria, Mankato è una città commerciale visitata dai cittadini di Walnut Grove, tuttavia essa non compare nei libri di Laura Ingalls Wilder.
Il film del 1972 La nuova terra, sequel di Karl e Kristina (1971), entrambi del regista svedese Jan Troell, viene descritta l'esecuzione di massa dei 38 nativi Dakota alla fine della guerra di Piccolo Corvo del 1862.

## Geografia
Secondo l'ufficio censimenti degli Stati Uniti d'America, la città ha un'area totale di 47,29 km², inclusi 0,91 km² costituiti da corsi d'acqua. Vicino alla città o attraverso di essa scorrono i fiumi Minnesota, Blue Earth e Le Sueur.

## Clima
Mankato ha un clima continentale umido, tipo Dfa (sottotipo estate calda). Gli inverni sono freddi, con il manto nevoso (continuo per la maggior parte delle stagioni invernali) che inizia a formarsi tipicamente tra metà novembre e metà dicembre, scomparendo a marzo quasi tutti gli anni. Tuttavia, Mankato riceve spesso meno neve rispetto alle aree a nord e ad est. Ad esempio, Minneapolis, 121 km a nord-est di Mankato, ha una media di oltre 140 cm di neve per stagione invernale, rispetto alla media stagionale di Mankato di 89 cm.
Il mese più freddo, gennaio, ha una temperatura media mensile di circa −10 °C. Le basse temperature dei venti freddi costituiscono un rischio significativo durante i mesi invernali, poiché le correnti di aria artica arrivano nell'area passando dal Canada, e questo può provocare condizioni adatta alla formazione di bufere di neve a livello del suolo, specialmente nelle zone rurali.
Le estati sono calde, con periodi caldi e umidi occasionali ma generalmente brevi, spesso intervallati da correnti di aria più fresca provenienti dal Canada, spesso precedute da rovesci e temporali. Il mese più caldo, luglio, ha una temperatura media mensile di circa 22,8 °C. Le precipitazioni sono presenti per tutto il corso l'anno e sono costituite principalmente da neve da dicembre a febbraio, a volte marzo, e da rovesci e temporali durante la stagione più calda, da maggio a settembre. I mesi più piovosi di Mankato vanno da giugno ad agosto, con frequenti temporali. Mankato si trova al confine settentrionale della principale cintura di tornado degli Stati Uniti centrali, con un rischio inferiore rispetto a Iowa e Missouri a sud e con una maggiore probabilità di tornado nei mesi che vanno da maggio a luglio, tuttavia tali fenomeni possono presentarsi anche prima, come quando una serie di tornado colpì aree a meno di 32 km da Mankato il 29 marzo 1998. Il 17 agosto 1946, alcuni tornado colpirono le aree sud-occidentali di Mankato e la città di Wells a sud-est, uccidendo 11 persone.

## Società

### Censimento del 2010
Secondo il censimento del 2010, c'erano 39 309 persone, 14 851 households (gruppi di persone abitanti nella stessa casa, anche se non appartenenti necessariamente alla stessa famiglia, o anche persone singole abitanti in una casa) e 7 093 famiglie residenti in città. La densità di popolazione era di 2 194,8 abitanti per miglio quadrato (847,4 per km²). C'erano 15 784 unità abitative con una densità media di 881,3 per miglio quadrato (340,3 per km²). La composizione razziale della città era l'89,9% di bianchi, il 4,0% di afroamericani, lo 0,3% di nativi americani, il 2,8% di asiatici, lo 0,8% di altre razze e il 2,1% di due o più razze. Le persone ispaniche o latine di qualsiasi razza erano il 2,9% della popolazione.
C'erano 14 851 gruppi famigliari, di cui il 22,5% aveva figli di età inferiore ai 18 anni che convivevano con loro, il 35,0% erano coppie sposate conviventi, il 9,0% aveva una donna capofamiglia senza marito presente, il 3,7% aveva un capofamiglia maschio senza moglie presente, e il 52,2% non erano famiglie. Il 30,9% di tutti i gruppi famigliari era composto da un singolo individuo e il 9,4% di essi aveva almeno 65 anni. La dimensione media di un gruppo famigliare era di 2,35 persone, mentre la dimensione media di una famiglia era di 2,91.
L'età media in città era di 25,4 anni: il 16,3% dei residenti aveva meno di 18 anni; il 32,6% un'età compresa tra i 18 e i 24 anni; il 23,8% compresa tra 25 e 44; il 16,6% compresa tra 45 e 64; e il 10,6% aveva 65 anni o più. La composizione di genere della città era per il 50,0% maschile e per il 50,0% femminile.

### Censimento del 2000
Secondo il censimento del 2000, c'erano 32 427 persone, 12 367 households e 6 059 famiglie residenti in città. La densità di popolazione era di 2 132,5 persone per miglio quadrato (823,2 per km²). C'erano 12 759 unità abitative con una densità media di 839,1 per miglio quadrato (323,9 per km²). La composizione razziale della città era 92,55% bianchi, 1,90% afroamericani, 0,34% nativi americani, 2,81% asiatici, 0,10% isolani del Pacifico, 0,94% da altre razze e 1,36% da due o più razze. Le persone ispaniche o latine di qualsiasi razza erano il 2,22% della popolazione.
C'erano 12 367 gruppi famigliari, di cui il 23,6% aveva figli di età inferiore ai 18 anni che convivevano con loro, il 36,7% erano coppie sposate conviventi, l'8,8% aveva una donna capofamiglia senza marito presente e il 51,0% non erano famiglie. Il 32,2% di tutti i gruppi famigliari era composto da un singolo individuo e il 9,9% di essi aveva 65 anni o più. La dimensione media di un gruppo famigliare era di 2,31 persone, mentre la dimensione media di una famiglia era di 2,90.
L'età media in città era di 25 anni: il 16,9% dei residenti della città aveva meno di 18 anni, il 32,5% aveva un'età compresa tra i 18 ei 24 anni, il 23,9% era compreso tra 25 e 44, il 15,4% era compreso tra 45 e 64 e l'11,3% aveva 65 anni o più. Per ogni 100 femmine c'erano 96,7 maschi e per ogni 100 donne dai 18 anni in su, c'erano 95,5 maschi.
Il reddito familiare medio della città era di 33956 $ e il reddito familiare medio era di 47297 $. I maschi avevano un reddito medio di 30889 $ contro i 22081 $ delle femmine. Il reddito pro capite della città nel 2010 era di 25772 $. Circa l'8,5% delle famiglie e il 19,0% della popolazione erano al di sotto della soglia di povertà, compreso il 15,6% di quelli di età inferiore a 18 anni e l'11,8% di quelli di età pari o superiore a 65 anni. Nel 2010, il tasso di disoccupazione era del 5,7%.

## Infrastrutture e trasporti
Il comune era servito dalla ferrovia Tracy Subdivision.

## Politica
Mankato si trova nel primo distretto congressuale del Minnesota, rappresentato dal repubblicano Jim Hagedorn, nel distretto 19 del Senato del Minnesota, rappresentato dal democratico Nick Frentz, e nel distretto 19B della Camera dei rappresentanti del Minnesota, rappresentato dal democratico Jack Considine. Alle elezioni presidenziali del 2020, Mankato ha votato in modo schiacciante per Joe Biden.

## Sistema scolastico
Le scuole pubbliche dell'area di Mankato sono raggruppate per includere le città di Mankato, North Mankato, Eagle Lake e Madison Lake. Ci sono dieci scuole elementari (Franklin, Eagle Lake, Kennedy, Washington, Roosevelt, Jefferson, Monroe, Hoover, Rosa Parks e Bridges); due scuole medie (Dakota Meadows Middle School e Prairie Winds Middle School); e due scuole superiori (Mankato West High School e Mankato East High School).
Mankato ha quattro scuole parrocchiali: Loyola Catholic School, Immanuel Lutheran Grade School and High School (K-12), Mount Olive Lutheran School (K-8) e Risen Savior Lutheran School (K-8). C'è anche una scuola charter pubblica, la Kato Public Charter School. La scuola alternativa Central High, in Fulton Street, è un'altra opzione educativa.
La biblioteca della contea di Blue Earth, parte del sistema bibliotecario Traverse des Sioux, serve la città.

### Strutture di istruzione superiore
- La sede di Mankato dell'università statale del Minnesota fu inaugurata come "Seconda Scuola Normale Statale" nel 1868 ed è la seconda università più grande dello stato del Minnesota per iscrizione. Con un budget operativo annuale di oltre 200 milioni di dollari, lo Stato del Minnesota fornisce un vantaggio economico netto di oltre 452 milioni all'anno alla regione centro-meridionale del Minnesota. L'università è uno dei più grandi datori di lavoro nell'area di Mankato.
- South Central College
- Bethany Lutheran College
- Rasmussen College